# Яцентюк Юрій Васильович
Ю́рій Васи́льович Яцентю́к (нар. 26 червня 1976) — український географ, ландшафтознавець, еколог, професор кафедри географії ВДПУ імені Коцюбинського.

## Біографія
Протягом 1983-1993 років навчався у СШ №10 у м. Вінниця.
Закінчив у 1998 р. Вінницький державний педагогічний університет імені Михайла Коцюбинського за спеціальністю «Географія і біологія», у 1999 р. — магістратуру цього навчального закладу (спеціальність «Географія»).

Логотип Вінницького державного педагогічного університету імені Михайла Коцюбинського

З 1998 року по 2025 рік працював у Вінницькому державному педагогічному університеті імені Михайла Коцюбинського та викладав дисципліни «Геоекологія», «Природнича географія Поділля», «Природнича географія України», «Історія і методологія географії», «Організація і організованість сучасних ландшафтів», «Моніторинг довкілля», «Ландшафтне планування».
Також є керівником і власником ТОВ «НООСФЕРА XXI». Компанія була переможцем тендерів.
У 2004 році захистив кандидатську дисертацію «Ландшафтно-технічні системи міст центрального лісостепу України (на прикладі міста Вінниці)» у Київському національному університеті імені Тараса Шевченка. 
У 2019 році захистив докторську дисертацію «Регіональні парадинамічні антропогенні ландшафтні системи» у Київському національному університеті імені Тараса Шевченка. 
У період з 2004 по 2012 роки був керівником секції екології Вінницького територіального відділення Малої академії наук України.
Професійний доробок Яцентюка Ю. В. становить 148 одноосібних та 48 у співавторстві наукових праць. З них: 6 монографій, 2 навчальних посібники (зокрема й з грифом МОН України), 74 статті у фахових виданнях. 5 статей у збірниках, що індексуються базами Web of Science, Scopus); картографічні твори, 9 методичних рекомендацій.
Член редколегії журналу «Ландшафтознавство».

## Відзнаки
- Дошка пошани Вінницького державного педагогічного університету імені Михайла Коцюбинського (2018 р.),
- Грамоти Міністерства освіти і науки України (2006 р., 2020 р.),
- Подяка Міністерства освіти і науки України (2017 р.),
- Почесна грамота Міністерства освіти і науки України (2019 р.),
- Грамоти Управління освіти і науки Вінницької обласної державної адміністрації (2005 р., 2006 р., 2007 р., 2008 р., 2009 р., 2011 р., 2012 р.),
- Почесна грамота Вінницької обласної державної адміністрації та обласної Ради (2005 р.),
- Почесна грамота Вінницької обласної державної адміністрації (2012 р.),
- Почесна грамота Вінницького державного педагогічного університету імені Михайла Коцюбинського (1996 р.),
- Грамота Вінницького державного педагогічного університету імені Михайла Коцюбинського (2016 р.),
- Подяка Вінницького державного педагогічного університету імені Михайла Коцюбинського (2016 р.),
- Подяка Національного еколого-натуралістичного центру учнівської молоді (2005 р.),
- Подяка Всеукраїнської екологічної ліги (2010 р.),
- Подяка Державного управління охорони навколишнього природного середовища у Вінницькій області (2011 р.).[2]

## Праці
Основні праці:
2006 — Яцентюк Ю. В. "Наукове обґрунтування створення регіонального ландшафтного парку «Мурафа»"
2007 — Яцентюк Ю. В. "Геоекологія: Навчальний посібник."
2008 — Яцентюк Ю. В. "Природа міста Вінниці."
2008 — Денисик Г. І., Яцентюк Ю. В. "Вінниця та її околиці."
2011 — Яцентюк Ю. В. "Екомережа Вінницької області."
2011 — Яцентюк Ю. В. "Національні природні ядра екомережі Вінницької області."
2015 — Яцентюк Ю. В. "Міські ландшафтно-технічні системи (на прикладі міста Вінниці)."
2018 — Яцентюк Ю. В. "Парадинамическая зона минерального (геоморфологического) влияния водохранилищ Подольского региона Украины."
2018 — Яцентюк Ю. В. "Парадинамическая антропогенная ландшафтная система экосети Могилёв-Подольского района Винницкой области Украины."
2020 — Vorovka V. Р., Yatsentyuk Yu. V. "The maritime para-dynamic as a phenomenon of the formation of the landscape space"
2020 — Денисик Г. І., Воловик В. М., Яцентюк Ю. В., Кізюн А. Г. "Моделі сакрального простору." 
2021 — Денисик Г. І., Яцентюк Ю. В., Воровка В. П., Воловик В. М. "Біоцентри екологічної мережі міста Вінниці." 
2021 — Денисик Г. І., Яцентюк Ю. В., Воловик В. М., Барчук Ж. Г. "Локальна екомережа міста Вінниця."
2021 — Ataman L., Voyna I., Kirilyuk L., Chyzh O., Yatsentyuk Yu. "Socio-geographic analysis of the demographic situation in Vinnytsia Oblast: current condition and peculiarities of development."
2021 — Денисик Г. І., Яцентюк Ю. В., Чиж О. П. "Природнича географія України. Частина 2. Історична географія України : навчальний посібник."